# 일본국 정부

일본국 정부 기

일본국 정부(일본어: 日本国政府, にほんこくせいふ 니혼코쿠세이부[*])는 일본국 헌법에 따라 설립된 일본의 중앙 정부이다. 국정에 관한 주권을 가진 일본 국민에 의해 뽑힌 국회의원 중에서 국회의 의결로 임명되고, 내각총리대신 및 다른 국회의원들이 주로 국정을 담당한다.

## 같이 보기
- 일본의 행정기관
- 일본국 정부
  - 입법부
    - 국회
    - 참의원
    - 중의원

  - 행정부
    - 일본 내각
    - 내각총리대신
    - 국무대신

  - 사법부
    - 일본의 재판소
    - 일본 최고재판소